# Hollo (Pensilvania)
Hollo (también conocido como Hallo, Niesky o Nisky) es un área no incorporada ubicada en el condado de Northampton en el estado estadounidense de Pensilvania. Se encuentra en el municipio de Lower Nazareth.

## Geografía
Hollo se encuentra ubicada en las coordenadas 40°43′22″N 75°17′44″O / 40.72278, -75.29556